# 14974 Počátky
14974 Počátky eller 1997 SK1 är en asteroid i huvudbältet som upptäcktes den 22 september 1997 av den tjeckiska astronomen Miloš Tichý vid Kleť-observatoriet. Den är uppkallad efter den tjeckiska staden Počátky.
Asteroiden har en diameter på ungefär 4 kilometer.